# Sultan bin Mohammed bin Sa'ud Al Kabir
Sulṭān bin Moḥammed bin Saʿūd Al Kabir (in arabo سلطان بن محمد بن سعود الكبير‎?; Riad, 1954 – Riad, 7 ottobre 2024) è stato un principe e imprenditore saudita, membro di un ramo cadetto della famiglia reale Āl Saʿūd e socio fondatore di Almarai, la più grande impresa lattiero-caseario integrata del mondo.

## Biografia
Il principe Sultan nacque a Riad nel 1954, discendente del ramo di Al-Kabir della famiglia reale saudita. Questo ramo raccoglie i discendenti del principe Sa'ud, uno zio di re ʿAbd al-ʿAziz, il fondatore della moderna Arabia Saudita. Come tale, la famiglia Al-Kabir è un ramo cadetto della famiglia reale e non è candidata a succedere al trono.
Il principe Sultan conseguì una laurea in commercio e scienze politiche presso l'Università Re Sa'ud. Nel 1977 fondò l'azienda lattiero-casearia Almarai. Dal 2006 divenne una public company, mantenendo il possesso del 29 % delle azioni. Fu presidente del consiglio di amministrazione di Arabian Shield - società assicurativa del Bahrain - e dell'Unione araba delle industrie del cemento. Fu anche vicepresidente e amministratore delegato di Yamama Arabia Cement. Fu socio fondatore di Zain Saudi Telecom, Al Salam Bank (con sede nel Bahrain) e Dana Gas (con sede negli Emirati Arabi Uniti). Possedeva anche una scuderia fuori Riad dove allenava circa cento cavalli.

## Patrimonio netto
Nel 2013 la rivista Forbes lo inserì al 12º posto nella classifica dei miliardari arabi con un patrimonio di 4.4 miliardi di dollari. Nel dicembre del 2016 fu indicato come la terza persona più ricca del regno e la 477ª nel mondo.

## Vita personale
Si sposò con la principessa al-Jawhara, figlia di Sa'd bin Abd al-Aziz Al Sa'ud, con la quale ebbe sette figli, tre maschi e quattro femmine.